# Catedral de Sant Andreu (Dundee)
La Catedral de Sant Andreu és una catedral catòlica al West End de la ciutat de Dundee, Escòcia. La catedral és la seu del bisbe de Dunkeld i església mare de la diòcesi de Dunkeld dins de la província de St Andrews i Edimburg. El bisbe, des del 9 de gener de 2014, és Stephen Robson.

## Història
La catedral, la façana del qual es troba en el disseny gòtic victorià, va ser construïda per l'arquitecte George Mathewson i es va inaugurar el 7 d'agost de 1836. La zona del santuari (presbiteri), que conté l'altar major i els llocs per als cànons de la catedral, Va ser afegit més tard en rebotar la paret posterior i construir-se sobre la casa del clergat. Com a resultat, l'àrea de l'altar és significativament més gran que el cos de la catedral. La catedral també és inusual perquè el terra està pendent des de l'entrada a l'entrada del santuari.

## Interior
Hi ha dos altars laterals a la catedral; una està dedicada al Sagrat Cor de Jesús i l'altra a Maria, la Mare de Jesús sota el títol de Nostra Senyora de l'Ajut Perpetu. Com en totes les esglésies catòliques, la catedral té un conjunt de les estacions de la creu a les parets. Al vestíbul hi ha una estàtua del patró de la catedral, Sant Andreu. Al fons de la catedral es troba el baptisteri al costat del qual es troba una representació de la Pietat.